# André Tardieu
André Pierre Gabriel Amedée Tardieu (Parijs, 22 september 1876 - Menton, 15 september 1945) was een Frans politicus.

## Biografie

### Vroege carrière
André Tardieu volgde studeerde aan het elitaire Lycée Concordet. Hij werd toegelaten op de prestigieuze École Normale Supérieure, maar besloot daar niet te gaan studeren, in plaats daarvan trad hij in diplomatieke dienst. Later verliet hij de diplomatieke dienst om journalist te worden bij de krant Le Temps. Met Georges Mandel richtte hij de conservatieve krant L'Echo National op.

### Politieke carrière
André Tardieu werd lid van de conservatief-liberale Parti Républicain Démocratique (Republikeinse Democratische Partij). In 1914, aan de vooravond van de Eerste Wereldoorlog, werd Tardieu in de Kamer van Afgevaardigden (Chambre des Députés) gekozen voor het departement Seine-et-Oise. Hij bleef tot 1924 Kamerlid voor Seine-et-Oise, van 1926 tot 1936 vertegenwoordigde hij het departement Territoire de Belfort. Als sterk anti-Duits politicus, was hij een groot voorstander van een oorlog tegen Duitsland. Tijdens de Eerste Wereldoorlog nam hij dienst in het leger en diende tot 1916 bij de lichte infanterie. In 1917 werd de pro-Amerikaanse Tardieu op advies van premier Georges Clemenceau benoemd tot Franse Oorlogscommissie in de Verenigde Staten van Amerika. Na de oorlog, in 1919, was hij lid van de Franse delegatie bij de Vredesonderhandelingen in Versailles en trad op als naaste medewerker van premier Clemenceau. Als delegatielid werkte hij mee aan de samenstelling van het vredesverdrag dat op 28 juni 1919 in de Spiegelzaal van het Kasteel van Versailles werd getekend.
André Tardieu volgde op 9 november 1919 Albert Lebrun op als minister van Bevrijde Gebieden (dat wil zeggen Elzas-Lotharingen) in het kabinet-Clemenceau II. Op 20 januari 1920 kwam aan zijn kortstondige ministerschap een einde toen Clemenceau als premier aftrad nadat hij bij de presidentsverkiezingen een nederlaag had geleden.
Hij verzette zich in de jaren 20 heftig tegen Briands toenadering tot Duitsland.
Op 23 juli 1926 werd hij minister van Transport in het conservatieve kabinet-Poincaré IV dat hij tot 11 november 1928 bleef, om vervolgens minister van Binnenlandse Zaken te worden in het kabinet-Poincaré V (11 november 1928 - 29 juli 1929) en kabinet-Briand X (29 juli - 3 november 1929).

### Premier
Als voornaamste leider van centrumrechts in de Kamer van Afgevaardigden, volgde hij op 3 november 1929 Briand op als premier (Président du Conseil). Daarnaast nam hij ook de ministerspost van Binnenlandse Zaken op zich. Van 2 maart tot 13 december 1930 en van 20 februari tot 3 juni 1932 was hij opnieuw premier.
Ofschoon een conservatief politicus, werden er tijdens zijn ambtstermijnen als premier tal van hervormingen op het gebied sociale zekerheid en middelbaar onderwijs. Daarnaast kwamen er tijdens zijn bewind grote openbare projecten van de grond. Tardieu steunde moderne technieken in de industrie.
Tussen zijn premierschappen in was hij minister van Landbouw (27 januari 1931 - 14 januari 1932) en  minister van Defensie (14 januari - 20 februari 1932).
In 1934 was Tardieu korte tijd minister van Staat zonder portefeuille. In hetzelfde jaar verscheen van zijn hand het boek La Révolution à refaire ("De Revolutie Opnieuw") waarin hij een staatshervorming bepleitte. Dit hield volgens Tardieu in: minder partijen en een krachtiger uitvoerend gezag en een verzwakking van de wetgevende macht. Tardieu nam in 1934 afscheid van de Alliance Démocratique en richtte het Centre Républicain op die naar zijn Réforme de l'Éat (Staatshervorming) streefde en zich scherp kantte tegen de Duitse expansiedrift. Deze conservatieve partij ging in 1936 ter ziele. Sommige ideeën van Tardieu, zoals de versterking van de uitvoerende macht, werden later deels opgenomen in de grondwet van de Vijfde Franse Republiek.
André Tardieu overleed op 67-jarige leeftijd, op 15 september 1945 in Menton, in het departement Alpes-Maritimes.

## Werken
- La France et les alliances (1908);
- La Paix (1921; in het Engels verschenen als The Truth About the Treaty
- Devant l'obstacle (1927); in het Engels verschenen als France and America)
- La Révolution à refaire, 2 dln. (1936–37)

## Bron
- De Katholieke Encyclopaedie, door: Prof. dr. P. van der Meer (hoofdred.), band 22, blz. 855 (1954)

## Verwijzing
1. ↑  Later Alliance Démocratique genaamd
2. ↑  De Katholieke Encyclopaedie, door: Prof. dr. P. van der Meer (hoofdred.), band 22, blz. 855 (1954)
3. ↑  Van 20 februari - 3 juni 1932 tevens minister van Buitenlandse Zaken

- Bibliothèque nationale de France: cb12111946v (data)
- Catàleg d'autoritats de noms i títols de Catalunya: 981058514992906706
- Gemeinsame Normdatei: 118801368
- International Standard Name Identifier: 0000 0001 2123 0436
- Library of Congress Control Number: n86016354
- National Archives and Records Administration: 10572512
- Nationale Bibliotheek van Tsjechië: skuk0001368
- Nationale bibliotheek van Australië: 35949733
- Nationale Bibliotheek van Israël: 987007268847105171
- Nationale Bibliotheek van Polen: a0000002438358
- Nederlandse Thesaurus van Auteursnamen: 069264295
- SNAC: w67373fr
- Système universitaire de documentation: 029505941
- Trove: 1159270
- Virtual International Authority File: 19709239
- WorldCat: E39PBJh8Vdh68WhqW6f7t89CcP